# Colle del Perthus
Il Colle del Perthus (in catalano, Coll del Pertús; in francese, Col du Perthus) è un valico montano di frontiera dei Pirenei orientali, situato a 290 metri di quota, collega la Valle del Tech in Francia con la valle del Llobregat in Spagna. Costituisce convenzionalmente il limite occidentale della catena degli Alberes.

## Descrizione
Il valico si trova lungo il percorso europeo E15 che collega il nord della Spagna con il sud della Francia.
La rete autostradale è costituita da:
- Autostrada A9 in territorio francese che parte da Orange attraversando tutta l'ex regione amministrativa della Linguadoca-Rossiglione (Nîmes, Montpellier, Narbonne, Perpignan) fino al Perthus;
- Autopista AP-7 in territorio spagnolo, che inizia al Perthus e finisce ad Algeciras, nel sud della Spagna, percorrendo tutta la costa mediterranea della Spagna (Gerona, Barcellona, Tarragona, Valencia, Alicante, Cartagena, Malaga).

La rete stradale ordinaria è costituita da:
- Strada dipartimentale D900 (ex Strada Nazionale RN9) in territorio francese;
- Strada nazionale N-II in territorio spagnolo.

Sotto il Perthus esiste un tunnel ferroviario che fa parte della linea ad alta velocità Perpignan-Figueres, che consente la connessione fra la rete ad alta velocità spagnola AVE e la corrispondente francese LGV.

## Luoghi di interesse
Il passo è dominato dal Forte di Bellegarde, antico castello costruito nel XVII secolo per la sorveglianza della frontiera franco-spagnola.
A poca distanza dal Perthus si trova il Colle di Panissars ove transitava l'antica via Domizia e dove sono visibili alcuni resti archeologici di età romana.